# Erica Jarder
Erica Jarder (Suecia, 2 de abril de 1986) es una atleta sueca especializada en la prueba de salto de longitud, en la que consiguió ser medallista de bronce europea en pista cubierta en 2013.

## Carrera deportiva
En el Campeonato Europeo de Atletismo en Pista Cubierta de 2013 ganó la medalla de bronce en el salto de longitud, con un salto de 6.71 metros, tras la rusa Darya Klishina (oro con 7.01 metros) y la francesa Éloyse Lesueur (plata con 6.90 metros que fue récord nacional francés).